# Роквелл (Арканзас)
Роквелл (англ. Rockwell) — переписна місцевість (CDP) в США, в окрузі Гарленд штату Арканзас. Населення — 4548 осіб (2020).

## Географія
Роквелл розташований за координатами 34°27′52″ пн. ш. 93°8′2″ зх. д. / 34.46444° пн. ш. 93.13389° зх. д. (34.464341, -93.133829).  За даними Бюро перепису населення США в 2010 році переписна місцевість мала площу 10,86 км², з яких 8,13 км² — суходіл та 2,73 км² — водойми.

## Демографія
Згідно з переписом 2010 року, у переписній місцевості мешкало 3780 осіб у 1584 домогосподарствах у складі 1161 родини. Густота населення становила 348 осіб/км².  Було 1954 помешкання (180/км²). 
Расовий склад населення:
| - 92,2 % — білих - 3,6 % — чорних або афроамериканців - 0,8 % — азіатів - 0,4 % — корінних американців |

До двох чи більше рас належало 2,2 %. Іспаномовні складали 2,6 % від усіх жителів.
За віковим діапазоном населення розподілялося таким чином: 22,4 % — особи молодші 18 років, 59,6 % — особи у віці 18—64 років, 18,0 % — особи у віці 65 років та старші. Медіана віку мешканця становила 43,0 року. На 100 осіб жіночої статі у переписній місцевості припадало 90,0 чоловіків;  на 100 жінок у віці від 18 років та старших — 85,5 чоловіків також старших 18 років.
Середній дохід на одне домашнє господарство  становив 87 908 доларів США (медіана — 58 882), а середній дохід на одну сім'ю — 106 927 доларів (медіана — 75 265). Медіана доходів становила 51 420 доларів для чоловіків та 31 146 доларів для жінок. За межею бідності перебувало 3,9 % осіб, у тому числі 8,7 % дітей у віці до 18 років та 2,3 % осіб у віці 65 років та старших.
Цивільне працевлаштоване населення становило 1670 осіб. Основні галузі зайнятості: освіта, охорона здоров'я та соціальна допомога — 25,6 %, роздрібна торгівля — 13,2 %, виробництво — 12,8 %, науковці, спеціалісти, менеджери — 12,7 %.